# Landsorganisationen i Danmark
Landsorganisationen i Danmark, kurz LO, war ein Gewerkschaftsbund in Dänemark. Er wurde am 3. Januar 1898 gegründet und war 2017 mit rund 788.000 organisierten Erwerbspersonen der größte Gewerkschaftsdachverband des Landes. Ihm gehörten 18 Einzelgewerkschaften an.
Im April 2018 wurde die Fusion mit der Dachgewerkschaft FTF beschlossen. Der neue Verband Fagbevægelsens Hovedorganisation (FH) entstand zum 1. Januar 2019.
Die LO handelte die gemeinsamen Tarifverträge aus. Sie war der arbeitsmarktpolitische Interessenverband der Arbeitnehmer gegenüber der Regierung, Parlament und Parteien.
Die LO war Mitglied des Internationalen Gewerkschaftsbundes (IGB) und des Europäischen Gewerkschaftsbundes (EGB).
Bis Mitte der 1990er Jahre entsandte die Sozialdemokratische Partei zwei Vertreter in den Vorstand (forretningsudvalg), im Gegenzug stellte LO zwei Mitglieder im Parteivorstand. Diese Verflechtungen wurden aufgelöst.

## Vorsitzende
- Maler Jens Jensen (1898–1903)

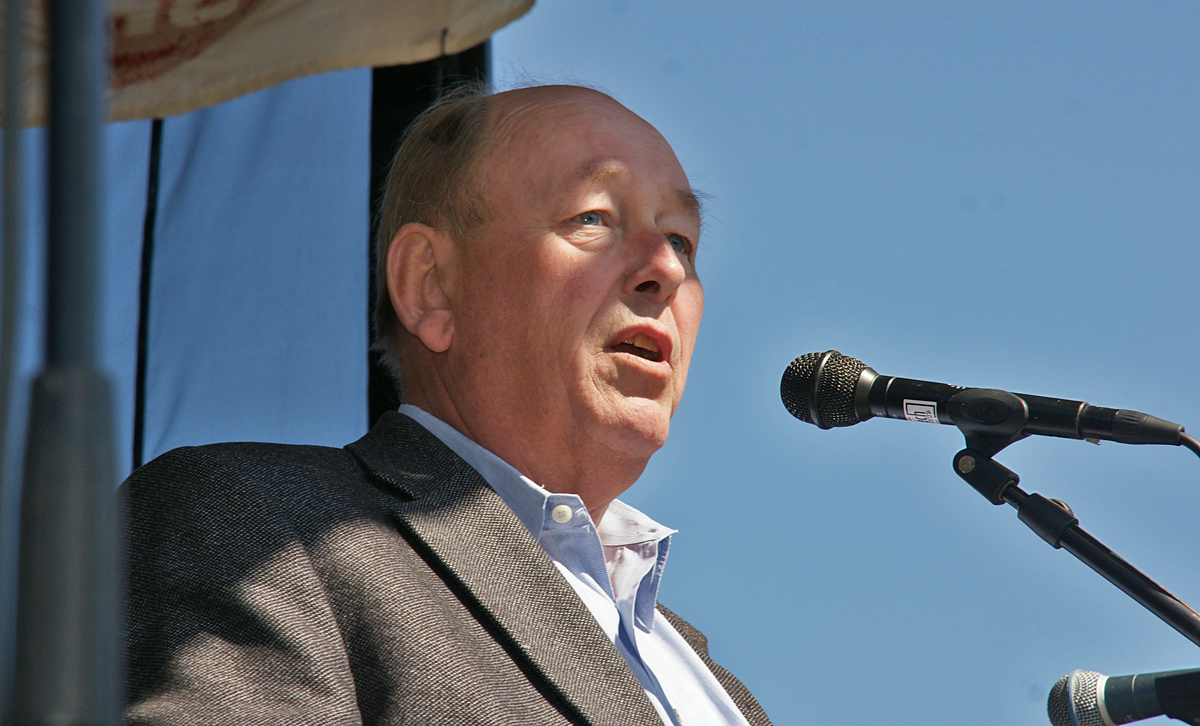
Harald Børsting bei einer Rede zum 1. Mai in Roskilde (2012).

- Tischler Christian Martin Olsen (1903–1909)
- Schuhmacher Carl F. Madsen (1909–1929)
- Zigarrendreher Vilhelm Nygaard (1929–1936)
- Zigarrendreher Christian Jensen (1937–1938)
- Bildschnitzer Knud V. Jensen (1939)
- Arbeiter Laurits Hansen (1939–1942)
- Lagerarbeiter Eiler Jensen (1943–1967)
- Former Thomas Nielsen (1967–1982)
- Installateur Knud Christensen (1982–1987)
- Spezialarbeiter Finn Thorgrimson (1987–1996)
- Installateur Hans Jensen (1996–2007)
- Fischereiarbeiter Harald Børsting (2007–2015)
- Bürokauffrau Lizette Risgaard (2015–2018)